# Championnat d'Europe masculin de hockey sur gazon 2023
Navigation
Amsterdam 2021 Mönchengladbach 2025
Le Championnat d'Europe de hockey sur gazon masculin 2023 est la 19e édition du Championnat d'Europe masculin de hockey sur gazon, le championnat bisannuel international de hockey sur gazon masculin d'Europe est organisé par la Fédération européenne de hockey.
Le tournoi se tiendra en même temps que le Championnat d'Europe féminin du 19 au 27 août 2023, au SparkassenPark de Mönchengladbach en Allemagne,. Les Pays-Bas sont les champions d'Europe en titre.
Le vainqueur se qualifiera pour les Jeux olympiques 2024, tandis que les autres équipes en dehors du Pays de Galles auront une deuxième chance dans le Tournoi de qualification olympique 2024.
Les six meilleures équipes se qualifieront directement pour l'Euro 2025, tandis que les septième et huitième équipes disputeront les qualifications en août 2024.
Les Pays-Bas battent l'Angleterre en finale afin d'engranger leur 7e titre de champions d'Europe.

## Équipes qualifiées
Aux côtés des hôtes, l'Allemagne, les 3 meilleures équipes de l'édition 2021, qui s'est tenu à Amsterdam du 4 au 13 juin 2021, et les 4 meilleures équipes des Qualifications de l'Euro 2023 qualifiés,.
| Événement                     | Dates             | Lieu      | Quotas | Qualifiés                    |
| ----------------------------- | ----------------- | --------- | ------ | ---------------------------- |
| Pays hôte                     | 14 décembre 2020  | NC        | 1      | Allemagne                    |
| Euro 2021                     | 4 - 12 juin 2021  | Amsterdam | 3      | Pays-Bas Belgique Angleterre |
| Qualifications de l'Euro 2023 | 17 - 20 août 2022 | Orense    | 4      | Espagne                      |
| Qualifications de l'Euro 2023 | 24 - 27 août 2022 | Calais    | 4      | France                       |
| Qualifications de l'Euro 2023 | 23 - 26 août 2022 | Vienne    | 4      | Autriche                     |
| Qualifications de l'Euro 2023 | 24 - 27 août 2022 | Glasgow   | 4      | Pays de Galles               |
| Total                         | Total             | Total     | 8      |                              |

## Critères
En cas d'égalité de points de plusieurs équipes à l'issue des matchs de poule, les critères suivants sont appliqués dans l'ordre indiqué pour établir leur classement:
1. Points de chaque équipe,
2. Matchs gagnés,
3. Différence de buts,
4. Buts pour,
5. Plus grand nombre de points obtenus dans les matchs de poule disputés entre les équipes concernées,
6. Buts marqués en plein jeu.

## Premier tour
Toutes les heures correspondent à CEST (UTC+2)
Légende :
- Tour pour les médailles
- Matchs pour la 5e place

### Poule A
| Rang | Équipe     | Pts | J | G | N | P | Bp | Bc | Diff |
| ---- | ---------- | --- | - | - | - | - | -- | -- | ---- |
| 1    | Belgique   | 9   | 3 | 3 | 0 | 0 | 13 | 5  | +8   |
| 2    | Angleterre | 6   | 3 | 2 | 0 | 1 | 10 | 8  | +2   |
| 3    | Espagne    | 3   | 3 | 1 | 0 | 2 | 9  | 9  | 0    |
| 4    | Autriche P | 0   | 3 | 0 | 0 | 3 | 1  | 11 | -10  |

| 20 août 2023 | Espagne    | 5 - 0 | Autriche   |
| 20 août 2023 | Angleterre | 3 - 5 | Belgique   |
| 21 août 2023 | Angleterre | 3 - 0 | Autriche   |
| 21 août 2023 | Belgique   | 5 - 1 | Espagne    |
| 23 août 2023 | Belgique   | 3 - 1 | Autriche   |
| 23 août 2023 | Espagne    | 3 - 4 | Angleterre |

### Poule B
| Rang | Équipe         | Pts | J | G | N | P | Bp | Bc | Diff |
| ---- | -------------- | --- | - | - | - | - | -- | -- | ---- |
| 1    | Allemagne H    | 7   | 3 | 2 | 1 | 0 | 10 | 4  | +6   |
| 2    | Pays-Bas T     | 6   | 3 | 2 | 0 | 1 | 14 | 4  | +10  |
| 3    | France         | 3   | 3 | 1 | 0 | 2 | 3  | 10 | -7   |
| 4    | Pays de Galles | 1   | 3 | 0 | 1 | 2 | 4  | 13 | -9   |

| 19 août 2023 | Pays-Bas  | 6 - 0 | France         |
| 19 août 2023 | Allemagne | 3 - 3 | Pays de Galles |
| 21 août 2023 | France    | 2 - 0 | Pays de Galles |
| 21 août 2023 | Allemagne | 3 - 0 | Pays-Bas       |
| 23 août 2023 | Pays-Bas  | 8 - 1 | Pays de Galles |
| 23 août 2023 | France    | 1 - 4 | Allemagne      |

## Matchs pour la5eplace
| Rang | Équipe         | Pts | J | G | N | P | Bp | Bc | Diff |
| ---- | -------------- | --- | - | - | - | - | -- | -- | ---- |
| 1    | France         | 9   | 3 | 3 | 0 | 0 | 8  | 4  | +4   |
| 2    | Espagne        | 6   | 3 | 2 | 0 | 1 | 10 | 5  | +5   |
| 3    | Autriche P     | 3   | 3 | 1 | 0 | 2 | 7  | 10 | -3   |
| 4    | Pays de Galles | 0   | 3 | 0 | 0 | 3 | 4  | 10 | -6   |

| 25 août 2023 | Autriche | 4 - 1 | Pays de Galles |
| 25 août 2023 | Espagne  | 1 - 2 | France         |
| 26 août 2023 | Espagne  | 4 - 3 | Pays de Galles |
| 27 août 2023 | France   | 4 - 3 | Autriche       |

| Match 13           | Pays de Galles | 1 - 4   | Autriche                                                  |                                                                           |                                                                           |
| 25 août 2023 11h30 | G. Furlong 9e  | (1 - 2) | 8e Kaltenböck · 22e Winkler · 32e Unterkircher · 52e Bele | Arbitrage : Jonas van't Hek Michael Dutrieux Arbitre vidéo : Sean Edwards | Arbitrage : Jonas van't Hek Michael Dutrieux Arbitre vidéo : Sean Edwards |
| 25 août 2023 11h30 | Rapport        |         |                                                           | Arbitrage : Jonas van't Hek Michael Dutrieux Arbitre vidéo : Sean Edwards | Arbitrage : Jonas van't Hek Michael Dutrieux Arbitre vidéo : Sean Edwards |

| Match 14           | Espagne      | 1 - 2   | France                       |                                                                      |                                                                      |
| 25 août 2023 14h30 | Iglesias 32e | (0 - 1) | 2e Martin-Brisac · 59e Goyet | Arbitrage : Martin Madden Jakub Mejzlik Arbitre vidéo : Alison Keogh | Arbitrage : Martin Madden Jakub Mejzlik Arbitre vidéo : Alison Keogh |
| 25 août 2023 14h30 | Rapport      |         |                              | Arbitrage : Martin Madden Jakub Mejzlik Arbitre vidéo : Alison Keogh | Arbitrage : Martin Madden Jakub Mejzlik Arbitre vidéo : Alison Keogh |

| Match 17           | Espagne                                         | 4 - 3   | Pays de Galles                       |                                                                               |                                                                               |
| 26 août 2023 18h15 | Basterra 34e · Pa. Cunill 39e, 60e · Menini 43e | (0 - 0) | 32e, 58e G. Furlong · 57e Hutchinson | Arbitrage : Coen van Bunge Michael Gholami-Eilmer Arbitre vidéo : Ben Göntgen | Arbitrage : Coen van Bunge Michael Gholami-Eilmer Arbitre vidéo : Ben Göntgen |
| 26 août 2023 18h15 | Rapport                                         |         |                                      | Arbitrage : Coen van Bunge Michael Gholami-Eilmer Arbitre vidéo : Ben Göntgen | Arbitrage : Coen van Bunge Michael Gholami-Eilmer Arbitre vidéo : Ben Göntgen |

| Match 18           | France                                    | 4 - 3   | Autriche                       |                                                                                |                                                                                |
| 27 août 2023 10h00 | Tynevez 14e, 20e, 47e · Martin-Brisac 40e | (2 - 3) | 5e, 23e Körper · 18e Thörnblom | Arbitrage : Laurine Delforge Michael Dutrieux Arbitre vidéo : Michelle Meister | Arbitrage : Laurine Delforge Michael Dutrieux Arbitre vidéo : Michelle Meister |
| 27 août 2023 10h00 | Rapport                                   |         |                                | Arbitrage : Laurine Delforge Michael Dutrieux Arbitre vidéo : Michelle Meister | Arbitrage : Laurine Delforge Michael Dutrieux Arbitre vidéo : Michelle Meister |

## Tour pour les médailles

### Tableau final
|  | Demi-finales | Demi-finales | Demi-finales | Demi-finales |                               |          | Finale       | Finale       | Finale       | Finale       |
|  |              |              |              |              |                               |          |              |              |              |              |
|  | 25 août 2023 | 25 août 2023 | 25 août 2023 | 25 août 2023 |                               |          | 27 août 2023 | 27 août 2023 | 27 août 2023 | 27 août 2023 |
|  | A1           | Belgique     | 2            | 2            |                               |          | 27 août 2023 | 27 août 2023 | 27 août 2023 | 27 août 2023 |
|  | A1           | Belgique     | 2            | 2            |                               |          | 27 août 2023 | 27 août 2023 | 27 août 2023 | 27 août 2023 |
|  | B2           | Pays-Bas     | 3            | 3            |                               |          | 27 août 2023 | 27 août 2023 | 27 août 2023 | 27 août 2023 |
|  | B2           | Pays-Bas     | 3            | 3            | B2                            | Pays-Bas | 2            | 2            |              |              |
|  | 25 août 2023 |              |              |              | B2                            | Pays-Bas | 2            | 2            |              |              |
|  |              |              | A2           | Angleterre   | 1                             | 1        |              |              |              |              |
|  | B1           | Allemagne    | A2           | Angleterre   | 1                             | 1        | 0 (4)        | 0 (4)        |              |              |
|  | B1           | Allemagne    |              |              |                               |          |              | 0 (4)        |              |              |
|  | A2           | Angleterre   | 0 (5)tab     | 0 (5)tab     |                               |          |              |              |              |              |
|  | A2           | Angleterre   | 0 (5)tab     | 0 (5)tab     | Match pour la troisième place |          |              |              |              |              |
|  |              |              |              |              |                               |          |              |              |              |              |
|  | 27 août 2023 |              |              |              |                               |          |              |              |              |              |
|  | A1           | Belgique     | 2            | 2            |                               |          |              |              |              |              |
|  | A1           | Belgique     | 2            | 2            |                               |          |              |              |              |              |
|  | B1           | Allemagne    | 0            | 0            |                               |          |              |              |              |              |
|  | B1           | Allemagne    | 0            | 0            |                               |          |              |              |              |              |

### Match pour la3eplace
| Match 19           | Allemagne | 0 - 2   | Belgique                  |                                                                      |                                                                      |
| 27 août 2023 12h30 |           | (0 - 2) | 15e Onana · 29e Van Aubel | Arbitrage : Dan Barstow Sean Edwards Arbitre vidéo : Rachel Williams | Arbitrage : Dan Barstow Sean Edwards Arbitre vidéo : Rachel Williams |
| 27 août 2023 12h30 | Rapport   |         |                           | Arbitrage : Dan Barstow Sean Edwards Arbitre vidéo : Rachel Williams | Arbitrage : Dan Barstow Sean Edwards Arbitre vidéo : Rachel Williams |

### Finale
| Match 20           | Pays-Bas                      | 2 - 1   | Angleterre |                                                                   |                                                                   |
| 27 août 2023 15h00 | De Vilder 9e · Telgenkamp 37e | (1 - 0) | 47e Ward   | Arbitrage : Ben Göntgen Sarah Wilson Arbitre vidéo : Alison Keogh | Arbitrage : Ben Göntgen Sarah Wilson Arbitre vidéo : Alison Keogh |
| 27 août 2023 15h00 | Rapport                       |         |            | Arbitrage : Ben Göntgen Sarah Wilson Arbitre vidéo : Alison Keogh | Arbitrage : Ben Göntgen Sarah Wilson Arbitre vidéo : Alison Keogh |

## Classement final
| Rang                       | Groupe | Équipe         | J | V | N | P | BP | BC | +/- | Pts | Classement mondial FIH | Classement mondial FIH | Classement mondial FIH |
| Rang                       | Groupe | Équipe         | J | V | N | P | BP | BC | +/- | Pts | Avant                  | Après                  | +/-                    |
| -------------------------- | ------ | -------------- | - | - | - | - | -- | -- | --- | --- | ---------------------- | ---------------------- | ---------------------- |
| Médaille d'or, Europe      | B      | Pays-Bas T     | 5 | 4 | 0 | 1 | 19 | 7  | +12 | 12  | 1                      | 1                      | 0                      |
| Médaille d'argent, Europe  | A      | Angleterre     | 5 | 2 | 1 | 2 | 11 | 10 | +1  | 7   | 4                      | 4                      | 0                      |
| Médaille de bronze, Europe | A      | Belgique       | 5 | 4 | 0 | 1 | 17 | 8  | +9  | 12  | 2                      | 2                      | 0                      |
| 4                          | B      | Allemagne H    | 5 | 2 | 2 | 1 | 10 | 6  | +4  | 8   | 5                      | 5                      | 0                      |
| 5                          | B      | France         | 5 | 3 | 0 | 2 | 9  | 14 | -5  | 9   | 12                     | 9                      | +3                     |
| 6                          | A      | Espagne        | 5 | 2 | 0 | 3 | 14 | 14 | 0   | 6   | 7                      | 8                      | -1                     |
| 7                          | A      | Autriche       | 5 | 1 | 0 | 4 | 8  | 16 | -8  | 3   | 19                     | 18                     | +1                     |
| 8                          | B      | Pays de Galles | 5 | 0 | 1 | 4 | 8  | 21 | -13 | 1   | 15                     | 17                     | -2                     |

|  | Nation qualifiée pour les Jeux olympiques 2024 et l'Euro 2025                         |
|  | Nation qualifiée pour les Jeux olympiques 2024 (en tant que pays hôte) et l'Euro 2025 |
|  | Nation qualifiée pour le Tournoi de qualification olympique 2024 et l'Euro 2025       |
|  | Nation qualifiée pour le Tournoi de qualification olympique 2024                      |